# Bad Attitude
Bad Attitude 1986 - 1994 es un álbum recopilatorio de la banda estadounidense de hard rock Cinderella, publicado en 1998. Contiene exitosas canciones de la banda grabadas entre 1986 y 1994.

## Lista de canciones
1. "Shake Me"
2. "Night Songs"
3. "Nobody's Fool"
4. "Somebody Save Me"
5. "Push, Push"
6. "Nothin' For Nothin'"
7. "Don't Know What You've Got (Til It's Gone)"
8. "Gypsy Road"
9. "Bad Seamstress Blues / Falling Apart At The Seams"
10. "Long Cold Winter"
11. "If You Don't Like It"
12. "Love's Got Me Doing Time"
13. "Shelter Me"
14. "The More Things Change"
15. "Heartbreak Station"
16. "Hard To Find The Words"
17. "Bad Attitude Shuffle"